# Ruy, el pequeño Cid
Ruy, el pequeño Cid es una serie de dibujos animados que relata la infancia del personaje histórico Rodrigo Díaz de Vivar, el Cid Campeador. Producida en 1980 por Nippon Animation con BRB Internacional, asociada con Televisión Española. La serie obtuvo un gran éxito entre el público infantil.
La historia trata sobre la imaginaria infancia llena de aventuras de este personaje en la Castilla del siglo XI. Al comienzo de cada capítulo se desarrollaba una introducción histórica del momento: el rey Fernando I, siempre embarcado en empresas bélicas contra el resto de reinos peninsulares, había unificado el Reino de Castilla con el  de León, cosa que no aceptaron de buen grado todos los nobles leoneses. Mientras, el pequeño Rodrigo sueña con ser un bravo caballero.

## Lista de episodios
1. En un pueblo llamado Vivar
2. Ruy, yo soy tu padre
3. Ruy en el monasterio
4. Un asno en la capilla
5. El encierro de Ruy
6. Ruy, el jefe de la pandilla
7. El torreón del gigante
8. El vuelo de Ruy
9. La herradura de plata
10. Ruy y los tres vagabundos
11. El castillo sitiado
12. El caballero de latón
13. El rapto de Florinda
14. Una noche en el cementerio
15. El loco justiciero
16. Ruy recupera a Peka
17. El estandarte
18. El fantasma de doña Berenguela
19. Un castillo para Martín
20. Las campanas de Pancorbo
21. Los montañeses
22. El puente de los peregrinos
23. La conspiración
24. Una flecha mortal
25. El rey en peligro
26. Ruy, el Cid campeador

## Doblaje español
- Narrador: Claudio Rodríguez (actor)
- Ruy (Díaz de Vivar): Ana Ángeles García
- Jimena: Matilde Vilariño
- Albar: Amelia Jara
- Fray Cirial: Manuel Peiró
- Fray Amadeo: Teófilo Martínez
- Fray Barnaldo: Fernando Mateo
- Fray Constanzo: Eduardo Moreno
- Tía Juana: Matilde Conesa
- Rey Fernando: Fernando Mateo

## Prólogo censurado
En las primeras emisiones por Tve, la serie comenzaba con un prólogo que hablaba del enfrentamiento entre moros y cristianos en el siglo IX.
También explicaba como el rey Don Fernando de Castilla fusionó su reino con el del de León tras la muerte de su cuñado.
Este prólogo fue eliminado a partir de las reposiciones de 2005 junto el opening y ending.
Hoy en día suele ser compartido por usuarios de Youtube, junto los créditos originales.
En la película resumen para DVD y steaming, tiene un nuevo prólogo con los mismos diálogos y descartando la unión de Castilla y León.
En la versión Japonesa "Little Cid no Boken", el prólogo aparece el primer capítulo.